# Prefettura apostolica di Shashi
La prefettura apostolica di Shashi (in latino: Praefectura Apostolica Shasiensis) è una sede della Chiesa cattolica in Cina. Nel 1950 contava 8.869 battezzati su 2.000.000 di abitanti. La sede è vacante.

## Territorio
La prefettura apostolica comprende parte della provincia cinese dello Hubei.
Sede prefettizia è la città di Shashi.

## Storia
La prefettura apostolica di Shashi è stata eretta il 7 luglio 1936 con la bolla Ad Catholicum di papa Pio XI, ricavandone il territorio dal vicariato apostolico di Yichang (oggi diocesi).
Secondo fonti giornalistiche e agenzie di stampa, la diocesi è oggi comunemente nota con il nome di diocesi di Jingzhou.

## Cronotassi dei vescovi
Si omettono i periodi di sede vacante non superiori ai 2 anni o non storicamente accertati.
- Julian Edward Dillon, O.F.M. † (11 luglio 1936 - 25 luglio 1961 deceduto)

## Statistiche
La prefettura apostolica nel 1950 su una popolazione di 2.000.000 di persone contava 8.869 battezzati, corrispondenti allo 0,4% del totale.
| anno | popolazione | popolazione | popolazione | presbiteri | presbiteri | presbiteri | presbiteri                | diaconi | religiosi | religiosi | parrocchie |
| anno | battezzati  | totale      | %           | numero     | secolari   | regolari   | battezzati per presbitero | diaconi | uomini    | donne     | parrocchie |
| ---- | ----------- | ----------- | ----------- | ---------- | ---------- | ---------- | ------------------------- | ------- | --------- | --------- | ---------- |
| 1950 | 8.869       | 2.000.000   | 0,4         | 27         | 10         | 17         | 328                       |         | 18        | 18        | 14         |